# Бистшиця (Красницький повіт)
Бистшиця (пол. Bystrzyca) — село в Польщі, у гміні Закрівець Красницького повіту Люблінського воєводства.
Населення — 774 особи (2011).
У 1975-1998 роках село належало до Люблінського воєводства.

## Демографія
Демографічна структура станом на 31 березня 2011 року:
|          | Загалом | Допрацездатний вік | Працездатний вік | Постпрацездатний вік |
| -------- | ------- | ------------------ | ---------------- | -------------------- |
| Чоловіки | 378     | 69                 | 249              | 60                   |
| Жінки    | 396     | 60                 | 218              | 118                  |
| Разом    | 774     | 129                | 467              | 178                  |